# Leuctra budtzi
Leuctra budtzi är en bäckslända som beskrevs 1912 av Peter Esben-Petersen. Arten ingår i släktet Leuctra och familjen smalbäcksländor. Holotypen insamlades på Korsika. Inga underarter finns listade i Catalogue of Life.Sitt vetenskapliga namn har den fått ifrån den danska amatörentomologen Vilhelm Ferdinand Budtz (1855-1925) som samlade in holotypen.